# Peptide
Een peptide is een molecuul dat uit een klein aantal aminozuren bestaat, die door peptidebindingen met elkaar zijn verbonden. Een peptide onderscheidt zich van een proteïne of eiwit door het geringe aantal aminozuren in het molecuul, maar kan zelf dienen als bouwsteen voor een eiwit. Een verbinding die uit verschillende peptiden bestaat, wordt ook een peptide genoemd, maar het is dan in feite niet meer dan een verwijzing naar de grootte van het molecuul. Er zijn geen vaste definities voor het aantal peptiden in een peptidebinding, waardoor de indeling vrij willekeurig is. Zo kan een grote oligopeptide soms als eiwit worden beschouwd, terwijl een kleine polypeptide soms niet tot de eiwitten wordt gerekend.

## Peptidebindingen
- Oligopeptiden, bestaande uit relatief weinig aminozuren, uit hooguit tien. De belangrijkste zijn:
  - ongebonden peptiden of monopeptide: een aminozuur
  - dipeptide: combinatie van twee aminozuren
  - tripeptide: combinatie van drie aminozuren
- Polypeptiden bestaan uit veel aminozuren. Er is geen maximum aan het aantal aminozuren in de polypeptide. Polypeptiden zijn niet per se een eiwit.
- Proteïne of eiwit
  - Moleculen, die uit veel aminozuren bestaan, meer dan 50 of een molecuulmassa van meer dan 5000 u hebben, en een specifieke eiwit-structuur